# Llista de topònims de Besalú
Llista de topònims (noms propis de lloc) del municipi de Besalú, a la Garrotxa
Informació actualitzada per un bot. Els canvis manuals es perdran quan s'actualitzi!

## carrer
| imatge | Nom                      | Ubicat a | instància de | Detalls     | coordenades                                                                  | Protecció                   | Commons (més fotos)         | Dades a WD                    |
| ------ | ------------------------ | -------- | ------------ | ----------- | ---------------------------------------------------------------------------- | --------------------------- | --------------------------- | ----------------------------- |
|        | carrer Bernat Tallaferro | Besalú   | carrer       | 9th century | 42° 11′ 58″ N, 2° 42′ 00″ E / 42.199324°N,2.699932°E 150 msnm                | bé cultural d'interès local | Carrer de Bernat Tallaferro | Modifica les dades a Wikidata |
|        | carrer del Portalet      | Besalú   | carrer       | 9th century | 42° 11′ 55″ N, 2° 42′ 00″ E / 42.198613°N,2.699884°E ca:C. Portalet 145 msnm | bé cultural d'interès local | Carrer del Portalet         | Modifica les dades a Wikidata |

## casa
| imatge | Nom                              | Ubicat a | instància de | Detalls                                                      | coordenades                                                                  | Protecció                                  | Commons (més fotos)                | Dades a WD                    |
| ------ | -------------------------------- | -------- | ------------ | ------------------------------------------------------------ | ---------------------------------------------------------------------------- | ------------------------------------------ | ---------------------------------- | ----------------------------- |
|        | Can Bonet                        | Besalú   | casa         | Estil: noucentisme                                           | 42° 11′ 55″ N, 2° 42′ 08″ E / 42.1986°N,2.70229°E                            | bé cultural d'interès local                | Can Bonet (Besalú)                 | Modifica les dades a Wikidata |
|        | Can Cambó                        | Besalú   | casa         | Estil: arquitectura popular                                  | 42° 11′ 57″ N, 2° 41′ 53″ E / 42.1991°N,2.69806°E                            | bé integrant del patrimoni cultural català | Can Cambó (Besalú)                 | Modifica les dades a Wikidata |
|        | Can Figueres                     | Besalú   | casa         |                                                              | 42° 11′ 57″ N, 2° 41′ 59″ E / 42.19915°N,2.69983°E                           | bé cultural d'interès local                | Can Figueres (Besalú)              | Modifica les dades a Wikidata |
|        | Can Ribera                       | Besalú   | casa         | Estil: arquitectura gòtica arquitectura popular 15th century | 42° 11′ 57″ N, 2° 41′ 56″ E / 42.199225°N,2.69901°E ca:C. Major, 11 151 msnm | bé integrant del patrimoni cultural català | Can Ribera                         | Modifica les dades a Wikidata |
|        | Casa Ferrer                      | Besalú   | casa         |                                                              | 42° 11′ 52″ N, 2° 41′ 53″ E / 42.197872°N,2.69819°E                          | bé cultural d'interès local                |                                    | Modifica les dades a Wikidata |
|        | Casa Llaudes                     | Besalú   | casa         | Estil: arquitectura romànica                                 | 42° 11′ 55″ N, 2° 41′ 53″ E / 42.198611°N,2.698056°E                         | bé cultural d'interès local                | Casa Llaudes (Besalú)              | Modifica les dades a Wikidata |
|        | Casa al carrer Bernat Tallaferro | Besalú   | casa         |                                                              |                                                                              | bé cultural d'interès local                |                                    | Modifica les dades a Wikidata |
|        | Casa de l'Abat Sa Font           | Besalú   | casa         | Estil: arquitectura romànica arquitectura gòtica             | 42° 12′ 00″ N, 2° 41′ 54″ E / 42.2°N,2.69827°E                               | bé cultural d'interès local                | Casa de l'Abat Sa Font             | Modifica les dades a Wikidata |
|        | Casa dels Cartellà               | Besalú   | casa         |                                                              | 42° 11′ 55″ N, 2° 41′ 54″ E / 42.1986°N,2.6984°E                             | bé cultural d'interès local                |                                    | Modifica les dades a Wikidata |
|        | Casa dels Sant Romà              | Besalú   | casa         | Estil: arquitectura popular 14th century                     | 42° 11′ 58″ N, 2° 41′ 56″ E / 42.19932°N,2.698919°E ca:C. Major 151 msnm     | bé cultural d'interès local                | Casa dels Sant Romà o Casa Cambó   | Modifica les dades a Wikidata |
|        | casa del carrer Major, 16        | Besalú   | casa         | 12nd century                                                 | 42° 11′ 57″ N, 2° 41′ 57″ E / 42.199262°N,2.699083°E ca:C. Major, 16         | bé cultural d'interès local                | Casa del carrer Major, 16 (Besalú) | Modifica les dades a Wikidata |

## edifici
| imatge | Nom                          | Ubicat a | instància de | Detalls | coordenades                                          | Protecció                   | Commons (més fotos)      | Dades a WD                    |
| ------ | ---------------------------- | -------- | ------------ | ------- | ---------------------------------------------------- | --------------------------- | ------------------------ | ----------------------------- |
|        | Central Elèctrica Can Surós  | Besalú   | edifici      |         | 42° 11′ 54″ N, 2° 41′ 11″ E / 42.19831°N,2.68634°E   | bé cultural d'interès local |                          | Modifica les dades a Wikidata |
|        | Cúria Reial                  | Besalú   | edifici      |         | 42° 11′ 54″ N, 2° 41′ 58″ E / 42.1984°N,2.69951°E    | bé cultural d'interès local | Cúria Reial (Besalú)     | Modifica les dades a Wikidata |
|        | Jardí històric de Santa Anna | Besalú   | edifici      |         | 42° 11′ 59″ N, 2° 41′ 58″ E / 42.199851°N,2.699461°E | bé cultural d'interès local | Castell Comtal de Besalú | Modifica les dades a Wikidata |

## església
| imatge | Nom                             | Ubicat a | instància de      | Detalls                                                               | coordenades                                                                | Protecció                                            | Commons (més fotos)              | Dades a WD                    |
| ------ | ------------------------------- | -------- | ----------------- | --------------------------------------------------------------------- | -------------------------------------------------------------------------- | ---------------------------------------------------- | -------------------------------- | ----------------------------- |
|        | Sant Julià de Besalú            | Besalú   | església          | Estil: arquitectura romànica                                          | 42° 11′ 54″ N, 2° 41′ 58″ E / 42.1982°N,2.69953°E                          | bé cultural d'interès local                          | Sant Julià de Besalú             | Modifica les dades a Wikidata |
|        | Sant Martí de Capellada         | Besalú   | església          | Estil: arquitectura romànica arquitectura popular                     | 42° 12′ 03″ N, 2° 42′ 07″ E / 42.2009°N,2.70183°E                          | bé cultural d'interès local                          | Sant Martí de Capellada          | Modifica les dades a Wikidata |
|        | Sant Vicenç de Besalú           | Besalú   | església          | Estil: arquitectura romànica arquitectura gòtica arquitectura barroca | 42° 11′ 58″ N, 2° 41′ 54″ E / 42.1994°N,2.69833°E                          | bé d'interès cultural bé cultural d'interès nacional | Sant Vicenç de Besalú            | Modifica les dades a Wikidata |
|        | Santa Fe de Besalú              | Besalú   | església          | Estil: arquitectura romànica                                          | 42° 11′ 54″ N, 2° 41′ 53″ E / 42.198266666667°N,2.6981055555556°E 149 msnm | bé cultural d'interès local                          | Santa Fe de Besalú               | Modifica les dades a Wikidata |
|        | Santa Maria de Besalú           | Besalú   | església          | Estil: arquitectura romànica                                          | 42° 12′ 00″ N, 2° 41′ 59″ E / 42.2°N,2.6998°E                              | bé d'interès cultural bé cultural d'interès nacional | Església de Santa Maria (Besalú) | Modifica les dades a Wikidata |
|        | monestir de Sant Pere de Besalú | Besalú   | església monestir | Estil: arquitectura romànica arquitectura barroca 10th century        | 42° 11′ 53″ N, 2° 41′ 56″ E / 42.1981°N,2.69875°E                          | bé d'interès cultural bé cultural d'interès nacional | Monestir de Sant Pere de Besalú  | Modifica les dades a Wikidata |

## masia
| imatge | Nom           | Ubicat a | instància de | Detalls                     | coordenades                                                        | Protecció                                  | Commons (més fotos) | Dades a WD                    |
| ------ | ------------- | -------- | ------------ | --------------------------- | ------------------------------------------------------------------ | ------------------------------------------ | ------------------- | ----------------------------- |
|        | Can Batlle    | Besalú   | masia        |                             | 42° 12′ 11″ N, 2° 40′ 53″ E / 42.203111206823°N,2.68125019541418°E |                                            |                     | Modifica les dades a Wikidata |
|        | Can Bellestar | Besalú   | masia        |                             | 42° 12′ 28″ N, 2° 41′ 52″ E / 42.2078121734152°N,2.6977624503726°E |                                            |                     | Modifica les dades a Wikidata |
|        | Mas Bellsolà  | Besalú   | masia        | Estil: arquitectura popular | 42° 12′ 15″ N, 2° 42′ 37″ E / 42.2041°N,2.7102°E                   | bé integrant del patrimoni cultural català |                     | Modifica les dades a Wikidata |

## Misc
| imatge | Nom                                      | Ubicat a                                | instància de                                                                   | Detalls                                                 | coordenades                                                                                              | Protecció                                                  | Commons (més fotos)                | Dades a WD                    |
| ------ | ---------------------------------------- | --------------------------------------- | ------------------------------------------------------------------------------ | ------------------------------------------------------- | --- | ---------------------------------------------------------- | ---------------------------------- | ----------------------------- |
|        | Besalú                                   | Besalú                                  | entitat singular de població ens local històric de Catalunya capital municipal | 2577 hab                                                | 42° 11′ 56″ N, 2° 41′ 58″ E / 42.19893°N,2.69953°E 168 msnm                                              |                                                            |                                    | Modifica les dades a Wikidata |
|        | Casa de la Vila                          | Besalú                                  | casa consistorial                                                              |                                                         | 42° 11′ 56″ N, 2° 41′ 58″ E / 42.1989°N,2.69932°E                                                        | bé cultural d'interès local                                | Casa de la Vila (Besalú)           | Modifica les dades a Wikidata |
|        | Castell de Besalú                        | Besalú                                  | castell                                                                        | Estil: arquitectura medieval                            | 42° 11′ 59″ N, 2° 41′ 58″ E / 42.1997°N,2.6995°E 163 msnm                                                | bé cultural d'interès nacional bé d'interès cultural       | Castell Comtal de Besalú           | Modifica les dades a Wikidata |
|        | Escola Pública de Besalú                 | Besalú                                  | edifici escolar                                                                | 1934-03-19                                              | 42° 11′ 58″ N, 2° 41′ 47″ E / 42.199465°N,2.696469°E ca:Av. Francesc Cambó 151 msnm                      | bé cultural d'interès local                                | Escola pública de Besalú           | Modifica les dades a Wikidata |
|        | Fluvià                                   | Comarques gironines província de Girona | curs d'aigua                                                                   | Desemboca: mar Mediterrània Llarg: 70km Conca: 973.8km² | 42° 05′ 36″ N, 2° 27′ 33″ E / 42.0934°N,2.4591°E 42° 12′ 07″ N, 3° 06′ 38″ E / 42.2019°N,3.1106°E 2 msnm |                                                            | Fluvià                             | Modifica les dades a Wikidata |
|        | Pont Nou                                 | Besalú                                  | pont                                                                           | Travessa: Fluvià                                        | 42° 11′ 57″ N, 2° 42′ 10″ E / 42.1991163826655°N,2.70286693563595°E                                      |                                                            |                                    | Modifica les dades a Wikidata |
|        | Portal dels Horts                        | Besalú                                  | porta de ciutat                                                                |                                                         | 42° 11′ 51″ N, 2° 41′ 57″ E / 42.1976300183368°N,2.69928867011466°E                                      |                                                            |                                    | Modifica les dades a Wikidata |
|        | Prat de Sant Pere                        | Besalú                                  | plaça                                                                          | Estil: arquitectura popular                             | 42° 11′ 54″ N, 2° 41′ 54″ E / 42.1982°N,2.69847°E                                                        | bé cultural d'interès local                                | Prat de Sant Pere                  | Modifica les dades a Wikidata |
|        | Vil·la romana de Can Ring de Besalú      | Besalú                                  | vil·la romana                                                                  |                                                         | 42° 12′ 18″ N, 2° 41′ 33″ E / 42.205°N,2.69252°E                                                         | bé cultural d'interès nacional                             |                                    | Modifica les dades a Wikidata |
|        | Voltes de la plaça de la Llibertat       | Besalú                                  | porxe                                                                          | Estil: arquitectura popular                             | 42° 11′ 56″ N, 2° 41′ 58″ E / 42.198953°N,2.699514°E                                                     | bé cultural d'interès local                                | Voltes de la plaça de la Llibertat | Modifica les dades a Wikidata |
|        | annex parroquial de Santa Maria de Fares | Besalú Sant Ferriol                     | annex parroquial                                                               |                                                         | Santa Maria de Fares                                                                                     |                                                            |                                    | Modifica les dades a Wikidata |
|        | pont de Besalú                           | Besalú                                  | pont d'arc pont romànic                                                        | Estil: art romànic Travessa: Fluvià                     | 42° 11′ 58″ N, 2° 42′ 06″ E / 42.199361°N,2.701528°E                                                     | bé d'interès cultural bé cultural d'interès nacional       | Pont de Besalú                     | Modifica les dades a Wikidata |
|        | recinte emmurallat de Besalú             | Besalú                                  | muralla urbana                                                                 |                                                         | 42° 11′ 56″ N, 2° 42′ 02″ E / 42.199°N,2.70068°E                                                         | bé d'interès cultural bé cultural d'interès nacional       | Muralles de Besalú                 | Modifica les dades a Wikidata |
|        | sinagoga de Besalú                       | Besalú                                  | micvé sinagoga                                                                 | Estil: arquitectura romànica 12nd century               | 42° 11′ 57″ N, 2° 42′ 02″ E / 42.1991°N,2.70042°E                                                        | bé cultural d'interès local bé cultural d'interès nacional | Banys jueus de Besalú              | Modifica les dades a Wikidata |